# Hacktjärnen (Norrbärke socken, Dalarna)
Hacktjärnen är en sjö i Smedjebackens kommun i Dalarna och ingår i Norrströms huvudavrinningsområde.